# Liste der Monuments historiques in Boissède
Die Liste der Monuments historiques in Boissède führt die Monuments historiques in der französischen Gemeinde Boissède auf.

## Liste der Bauwerke
| Bezeichnung              | Beschreibung | Standort | Kennzeichnung | Schutzstatus | Datum | Bild |
| ------------------------ | ------------ | -------- | ------------- | ------------ | ----- | ---- |
| Taubenhaus des Schlosses |              | (Lage)   | PA31000001    | Inscrit      | 1996  |      |

## Liste der Objekte
- Monuments historiques (Objekte) in Boissède in der Base Palissy des französischen Kultusministeriums